# قراجه‌قیه (هشترود)
قراجه‌قیه یکی از روستاهای استان آذربایجان شرقی است که در دهستان نظرکهریزی بخش نظرکهریزی شهرستان هشترود واقع شده‌است.درآمد اصلی مردم این روستا از کشاورزی(گندم)می باشد و عده ای نیز به دامداری مشغول اند 